# Jean-Jacques Challet-Venel
Jean-Jacques Challet-Venel (Genebra, 11 de maio de 1811 – Genebra, 6 de agosto de 1893) foi um político suíço. Foi membro do Conselho Federal suíço de 1864 a 1872.

## Biografia

### Carreira e família
Filho do relojoeiro Barthélémy Challet e de Jeanne Oltramare, viveu em circunstâncias modestas durante sua juventude. Graduou-se em literatura na Academia de Genebra em 1830. Durante seus estudos, ele se juntou à Société d'Étudiants de Belles-Lettres e à Associação Suíça Zofingen. Ele então trabalhou como professor de francês no internato Venel em Champel. Em 1839, casou-se com Antoinette Venel, filha do fundador da escola, e acrescentou seu sobrenome ao seu. Ele teve quatro filhos com ela e se tornou diretor do internato, que dirigiu até 1856.

### Política cantonal e federal
Em 1847, Challet-Venel participou da Guerra Sonderbund e comandou uma bateria de artilharia. Em 1851 fundou o partido local liberal-conservador Cercle national, que se opunha aos radicais em torno de James Fazy e procurava aprofundar as relações de Genebra com os outros cantões. Em 1854 foi eleito para o Grande Conselho, o parlamento cantonal de Genebra. Depois de ser reeleito em 1856, ele declarou publicamente sua lealdade a seu ex-adversário político Fazy. Isso permitiu que ele fosse eleito para o governo cantonal, o Conselho de Estado, dois anos depois. Como membro do governo, chefiou primeiro o Departamento de Finanças e, em 1861/62, temporariamente o Departamento Militar, após o que foi novamente responsável pelas finanças até 1864.
Challet-Venel foi eleito para o Conselho Nacional nas eleições parlamentares de 1857. Em 1863 fez parte de uma delegação liderada por Johann Konrad Kern que negociou um importante tratado comercial com o governo francês em Paris. No mesmo ano, como presidente do Conselho de Estado, fez um elogio a Fazy, que havia sido destituído do cargo em 1861, o que o fez desconfiar dos outros partidos. Eles suspeitaram que ele queria ajudar Fazy a fazer um retorno político. Depois que ele não conseguiu ser reeleito em 1864, lutas de rua eclodiram em Genebra, o que, por sua vez, levou à intervenção federal.
Após a renúncia de Giovanni Battista Pioda como conselheiro federal e sua nomeação como enviado à Itália, Challet-Venel concorreu para sucedê-lo, mas não era necessariamente um dos favoritos. Augusto Fogliardi, do Ticino, e especialmente Alfred Vonderweid, do Friburgo, pareciam ter chances muito melhores. Este último pôde contar com o apoio de Alfred Escher, pois ele apoiou expressamente a ferrovia Gotardo. A eleição em 12 de julho de 1864 só foi decidida em seis rodadas de votação: depois que Fogliardi foi eliminado no quinto escrutínio, Challet-Venel e Vonderweid se enfrentaram. No final, o nativo de Genebra levou a melhor com 86 a 77 votos. Mais uma vez, os radicais conseguiram impedir que um conservador católico entrasse no Conselho Federal.

### Conselho Federal
Como antes no cantão de Genebra, Challet-Venel também assumiu o Departamento de Finanças em nível federal. Ele conseguiu estabilizar as finanças federais e reduzir o peso da dívida. Em 1865, assinou uma convenção monetária internacional, após a qual a Suíça aderiu à União Monetária Latina. Devido às relações estreitas com os bancos de Genebra, a Confederação pôde contrair uma caução de doze milhões de francos em condições muito favoráveis. Seu departamento também escreveu um estudo preliminar sobre a introdução de um imposto sobre o tabaco. No entanto, o projeto era polêmico, e um século inteiro passaria antes que uma lei federal de impostos sobre o tabaco entrasse em vigor.  Como todos os Conselheiros Federais de seu tempo, Challet-Venel teve que enfrentar uma eleição elogiosa, ou seja, concorreu como Conselheiro Nacional para ter sua legitimidade como membro do governo confirmada pelo povo. Ele falhou nas eleições do Conselho Nacional de 1866, mas foi autorizado a manter seu cargo porque Philippe Camperio se recusou expressamente a aceitar sua eleição para o governo provincial.
Em 1868, Challet-Venel mudou-se para o Departamento Postal, e em 1869 de volta para o Departamento de Finanças. A partir de 1870 foi novamente chefe do Departamento Postal e preparou a fundação da União Postal Universal. Como Conselheiro Federal, distinguiu-se por uma administração prudente e rigorosa do cargo, mesmo que muitas vezes estivesse ausente das reuniões do Conselho Federal. Ele se via como um defensor das minorias linguísticas e confessionais, mas acabou tropeçando em suas convicções. Sobre a questão da revisão total da Constituição Federal, rejeitou categoricamente qualquer centralização como federalista convicto. Ao fazê-lo, ele antagonizou numerosos parlamentares da Suíça de língua alemã, que exigiram sua substituição por Eugène Borel. Na eleição para o Conselho Federal em 7 de dezembro de 1872, Challet-Venel recebeu apenas 73 votos, enquanto o candidato da demolição recebeu 90 votos. Isso fez dele o segundo conselheiro federal a ser afastado do cargo depois de Ulrich Ochsenbein.
Como conselheiro nacional eleito, Challet-Venel permaneceu ativo na política federal até 1878. No cantão de Genebra, dedicou-se ao desenvolvimento econômico. Fundou a Magasins Généraux e presidiu a Câmara de Comércio de Genebra a partir de 1885. Depois que ele faleceu aos 82 anos, mais de 1000 pessoas compareceram à cerimônia de abdicação.